# Rapport d'aspect de pixel
Ne doit pas être confondu avec Rapport de forme.

Pixel, rapport d'aspect (ratio) 1:1

Pixel, rapport d'aspect (ratio) 2:1

Le rapport d'aspect d'un pixel (« Pixel aspect ratio » est l'écart à l'égalité entre la largeur et la hauteur d'un pixel dans un ensemble, tel une image ou tout composant informatique gérant un format d'image. Ainsi quand ces dimensions sont égales, le rapport vaut un.
Si la plupart des systèmes d'imagerie numérique gèrent une image comme une grille de pixels carrés, d'autres, en particulier ceux qui doivent maintenir la compatibilité avec la définition de films de télévision, doivent maintenir un rapport d'aspect précis dans leur gestion de grilles de pixels rectangulaires, avec une largeur légèrement différente de leur hauteur.

## Application en télévision haute définition
Pour la télévision haute définition et l'imagerie numérique, seuls les pixels carrés sont utilisés pour la diffusion et l'affichage. Toutefois, certains formats (ex., HDV, DVCPRO HD) utilisent des pixels non carrés en interne pour la production et le stockage de l'image, comme un moyen de réduire la quantité de données qui doit être traitée, limitant ainsi le taux de transfert nécessaires tout en  maintenant la compatibilité.

## Annexe